# REAL (L'Arc〜en〜Cielのアルバム)
『REAL』（リアル） は、日本のロックバンド、L'Arc〜en〜Cielの8作目のスタジオ・アルバム。2000年8月30日発売。発売元はKi/oon Records。

## 解説
前作『ark』『ray』以来約1年1ヶ月となる8作目のスタジオ・アルバム。
本作には、1999年10月に発表したシングル「LOVE FLIES」に加え、2000年に発表したシングル「NEO UNIVERSE／finale」「STAY AWAY」の表題曲を含めた11曲が収められている。また、シングル「STAY AWAY」にカップリング曲として収録された楽曲「get out from the shell」の全英語詞バージョンも収録されている。ちなみに、このアルバムに収録された楽曲の曲名はすべて英数字表記であり、L'Arc〜en〜Cielのアルバムの中で日本語タイトルの楽曲がない作品は、ベストアルバム含め本作のみとなっている。
なお、本作のマスタリングは、ニューヨークにある世界最高峰の音楽マスタリング・スタジオ、Sterling Soundのエンジニアであるトム・コインが担当している。ちなみにtetsuya曰く、今回のマスタリングは一度やり直ししたという。tetsuyaは本作発売当時のインタビューで「今回、マスタリングをN.Y.でやったんですけど、向こうだとふだん聴いてるスピーカー、電圧、空気とまったく違うから、東京戻ってじっくり家で聴いてみて、こうしたいなってアイディアが出てきたので、もう一度N.Y.でやり直したんです」「普通に聴いたら全然わからないぐらいのこだわりなんですけどね（笑）」と述べている。
余談だが、トム・コインは2017年に亡くなるまで、tetsuyaのソロ名義の作品の多くでマスタリングを担当していた。tetsuyaは、2017年に受けたインタビューで「僕のソロの曲は全曲トムにマスタリングしてもらっていました。元々はL'Arc〜en〜Cielのアルバムでトムにお願いして、その時の印象がすごく良かったので、そこから僕はずっとトムですね」「（トムは）"気さくでやさしいパパ"という感じの方でした。L'Arc〜en〜Cielの「Don't be Afraid」もトムにお願いしたのですが、その時に"TETSUYAとはもう20年来の付き合いになるね"とメッセージをもらいました。そんな風にメッセージをもらうことは今までなくて。その後に癌で亡くなってしまいまして。2012年くらいから本人は“終活”をしていたのではないかな、と思います。だからもう最後になるかもと思い、メッセージをくれたのかなと思いました。訃報を聞いたときはもうショックでした」とトムとの想い出を述懐している。

### 背景とコンセプト
前作『ark』『ray』が2作同時に制作された作品であったことを踏まえ、本作では「何曲も作って1枚の濃縮したアルバムを作る」という方針に立ち戻りアルバム制作が行われた。また、本作はこれまでのL'Arc〜en〜Cielの音源と比べ、よりソリッドなサウンド作りをしている点がひとつの特徴となっている。
なお、本作は2000年代という新時代を迎え、初めて発表されたアルバムとなっており、楽曲も1999年から2000年に制作された音源が収録されている。hydeはこういった時代背景を踏まえ、歌詞に自身の未来観を多く盛り込んだという。収録曲の詞世界について、hydeは「1999年から2000年って、俗に言う未来への第1歩っぽいシチュエーションじゃないですか。だからこそ思ったであろう、僕の未来観です」と語っている。
ちなみにL'Arc〜en〜Cielは、1999年12月31日から2000年1月1日かけて、東京ビッグサイトで自身初となるカウントダウンライヴ「RESET>>LIVE *000」を開催している。このライヴでは、1000年代という千年の終わりを告げる楽曲として、本作に収録された「finale」が1曲目に披露され、2000年を迎えたタイミングで新たな千年の幕開けを告げるように、本作に収録された「NEO UNIVERSE」が初演奏されている。

### 録音作業と音楽性
『REAL』の録音作業は、ミレニアムカウントダウンライヴを終えた、2000年初めから同年6月頃まで行われており、この期間に制作された楽曲に、シングルとして先行発表していた「LOVE FLIES」「NEO UNIVERSE」「finale」を加えアルバムが完成している。tetsuyaは制作期間について「2月から曲づくりをして、プリ・プロに入ったのが3月ぐらいですかね。その段階で20曲弱集まったんで、そこから」と述べている。また、前作『ark』『ray』の制作がシングルのプロモーション活動を挟みながらのレコーディングだったことを踏まえ、今回のレコーディングではアルバム制作に集中する期間を長く設けていたという。hydeは、レコーディングを行うにあたっての心境について「ゆっくり曲でも作ろうかな、ぐらいの感じでしたよ。今まで慌ただしい中でやってきてたけど、今回はちょっと腰を据えて作ろうかなって」「足元を見たいなってちょっと思った」と語っている。
本作には、前作に引き続き、hyde、ken、tetsuya、yukihiroの4人それぞれが作曲した楽曲が収められている。なお、前作の編曲作業は、共同プロデューサーである岡野ハジメとバンドがほぼ全て共同で担当していたが、本作では岡野の他に、1997年に発表した「虹」以来にCHOKKAKUが、そして新たに亀田誠治（東京事変）が共同プロデューサーとしてアレンジ作業に1曲ずつ参加している。また、kenは本作の録音作業について「例えばコンピューターの"Windows"って、まず"MS-DOS"が動いてて、その上で"Windows 98"とか"Windows 2000"が動いてるんだけど、そういうOSをひとつ抜いた感じ。システムをひとつ取っぱらって、もっとダイレクトでやってる感じはありましたね。自分の脳味噌で考えてからこうやってギターを弾こうって感じじゃなくて、手が勝手に弾いてるというか、口が勝手に歌ってるというか。そんな感じはあった」「ギター持って、しかもアンプを鳴らして曲を作ったりしてたんで、その響きに誘発される部分が大きかったですね。曲を作っているというよりも、曲が勝手に出てきちゃう感じ。ただ、そういう偶発性を利用するというか、偶発性を呼び込むところまでは持っていこうというのは思ってた。偶発性が出ちゃったときに、そこにいたいなと」「録る前は特に思ってないんだけど、録る瞬間に、作為的なものが入ってくるのは避けてたかな」と述べている。この「偶発性」や「無作為的」というキーワードが、今回のレコーディングにおけるkenの作曲者ならびにギタリストとしてのテーマのひとつとなっている。
また、本作のレコーディングでは、録音する楽曲によってスタジオを変えて作業を行っているという。曲ごとにスタジオを変えた経緯について、yukihiroは「今回は時間があるしやってみようかな、と」「（スタジオは）ドラムのテクニシャンの人といっしょに決めましたね」と述べている。さらに、yukihiroは「話だけ聞いてるとスゴイなって思うでしょ。これが本当にスゴくて。軽く録ってみて、もっと違う音が欲しいってことになったらバラして、またセッティングし直すんですよ。音ひとつ決めるのにも時間かかるのに、またいちから始める」と述懐している。なお、今回の制作ではプリプロダクションを3回にわたって実施したという。
本作の音楽性としては、前作『ark』『ray』まで以上にハードロックやグランジの方向に振れたギターアプローチが増えている。このことについて、tetsuyaは「（前作の）反動で、ちょっとハードな方向にいったのかな」と述べている。また、hydeは本作発売当時のインタビューの中で、アルバムに収録された楽曲の印象について「僕の中では曲づくりのときからライブを想定したノリのよさを重視したところがあったけど、そういうのが出てるのかな。自分が気に入っているから、みんなも気に入ってくれるといいな」と述べている。さらにkenは、本作における自身の作曲姿勢について、「いつもはキーボードで作る曲もあったけど、今回はギター。ギターをアンプに繋いで、鼻歌まじりで作っていく感じ。だから自然だった。リフを思い付くと同時に歌もできる、みたいな。結果的にそういう、ギターあっての曲が多かった」「理論的な流れからくる音楽の進行とかあるじゃないですか、ツーファイブでトニックに戻るとか、いろいろ理論があって。俺はそれはあるなと思ってて。人間が気持ちいいと思うからこそ、そういう理論になってるわけで、そういうものを極めようと思った時期もあったんですよ。自分がギターを弾いていくうえで脳味噌が欲しがったというか。でも、今はそれを超えたというか。理論的なことがあったうえで、偶発性も生かせるようになったのかな。エレキ・ギターって、ワケわかんない音が出るじゃないですか。そこがいいのかもしれないなと。そこをプラスに持っていきたいなって。曲作り期間がゆっくりあったのも大きいかな。じゃあ、とりあえず音でも出してみるかって（笑）。そこでいきなり何かができなくてもいいし、まずとにかくそういう空気感がいっぱいある部屋にする時間があって。そこから始まった」と語っている。なお、今回の作曲作業でギターをメインに据えたことについて、kenは「キーボードで曲を作る時は、出している音の細かい和声まで気にするんだけど、ギターだと感覚的に"どうだ!"ってところが増していくし。俺の中では、やっぱりギターが一番ニュアンスを出しやすい楽器だから」と語っている。ちなみにkenは、本作を制作していた当時に、ジェフ・バックリィやストーン・テンプル・パイロッツなどをよく聴いていたといい、「ジャンルは様々だけど、ギター主体の音楽をよく聴いてた」と本作発売当時のインタビューで語っている。なお、kenは好きなギタリストとして、HR/HMギタリストや、ロバート・スミス（ザ・キュアー）、ジョニー・マー（ザ・ザ）の他に、ジェフ・バックリィの名前をよくあげている。kenは2006年に受けたインタビューの中で、ジェフ・バックリィの印象について「プレイが速いとか遅いとかじゃなく、ギターで空気感を作るのがすごい上手だなと思った。歌を歌いながら弾くせいか、もしかしたらチューニングを変えてるのかもしれないけど、独特なアルペジオを弾いて、しかもそれがカッコいい。で、ギターの音の配置がすごくインテリっぽいというか。けどパッと聴きは、自然に聴こえるんだよね。ソリストじゃないけど、アルペジオが好きな俺が惚れる音と言うかね。ライヴとかも、ギターと歌だけでやってるときも成り立ってる。全然違うんだろうけど、ジミ・ヘンドリックスに近い感覚というか、歌とギターだけで空気を作ってしまう人なんだよね」と述べている。
なお、本作ではDAW用のソフトウェア、Pro Toolsを全面的に導入し制作を行っている。これまでにL'Arc〜en〜Cielが発表してきたシングルや前作『ark』『ray』のレコーディングでも、特定の楽器パートの録音や編集作業で暫定的にPro Toolsを活用していたが、本格導入したのはこのアルバムが初となった。なお、1990年代後半から様々なアーティストが多くの録音作業をPro Toolsで実施していた背景がありながら、L'Arc〜en〜Cielの現場ではあえて本格的な導入を見送っていたという。これは、tetsuyaが共同プロデューサーの岡野とレコーディング・エンジニアの比留間整の3人で、ソニーのPCM-3348（通称："48"）と当時のPro Toolsの違いを追究していた際に、「ベースの音が違う」と言っていたことがひとつの理由となっている。また、比留間が、様々な現場で使われていた888 I/Oの音を好んでいなかったことも一因としてあったという。そこで今回の制作では、様々な録音環境を試し、888 I/Oの24ミックスでなく、アポジーのAD-8000を試験的に導入したうえでPro Toolsを活用することにしている。岡野は、当時の録音作業を振り返り「アポジーの"AD-8000"という当時の最高峰のAD/DAコンバーターを導入するか、今まで通りソニーの"48"（"PCM-3348"）を使ってテープでやるのかを、ドラムやらベースをレコーディング・スタジオにセッティングして、検証したんです。リアル・タイムで演奏してもらって、"888 I/O"、"AD-8000"、ソニーの"48"、アナログのテープレコーダー、と全部同じ環境で録って聴き較べた結果…アポジーでやろうということになったんですね。それで"AD-8000"をラルクのレコーディングのために3台買いました」と述懐している。さらに、今回のレコーディングでは、所属事務所の代表である大石征裕が購入したヴィンテージのNEVEを複数台導入したという。なお、今回Pro Toolsを録音現場に本格導入したことについて、yukihiroは「"初"とは言ってもシングルでやってきたことだから。でもバーッといっぱい曲を録ってみて、Pro Toolsの善し悪しというか、いろいろと考えさせられることが出てきたりもした」と本作発売当時に述べている。また、kenは録音作業を終えた後に受けたインタビューの中で「いつもはミキシングもマスタリングも終わったときって、しばらく聴きたくない感じなんですよ。でも、今回はそういう感覚ではないですね。できたっていうところで区切りっていう感じがなくて、ラフ・ミックスを聴いてるときの感覚のままに聴けるというか。（中略）"Pro Tools"を使ったので、途中のラフ・ミックスをセーブできるんですよ。で、そのセーブしたモノと近いモノが完成形なので、単純に物理的な部分でそう感じたってこともあるかもしれない。まあ、"Pro Tools"は別としても、レコーダーまでの道筋でも、ギターからアンプへ行って、マイクからヘッド・アンプへ行ってという道筋が短ければ短いほど、当たりまえに音がいいわけで、実際に物理的なダイレクト感のある環境だったことも大きいし、そういうのが脳味噌にも働いて、演奏にも作用してるとは思います」と述懐している。
また、本作では前作までの作品と比べ、hydeのボーカルに変化が見られるようになっている。前作までに収録した楽曲で見られた高音重視のボーカルワークから、低音域中心の発声を主体とした、ディストーションのかかった所謂「濁声」に近い声を出すことが多くなっている。hydeは、自身の歌唱表現の変化について「『REAL』作ってる時は、視野が今までよりも高かったかも。だから表現の仕方も今までより自由に声で遊べた感じ」「『True』ぐらいから自分自身聴いた感じはあんまり変わってなくて。歌の表現の部分では。今回はちょっとね、自分の中では新しい1歩かなって感じ」と述べている。
さらに、本作に収録された楽曲にのせられた歌詞は、hydeの思う＜"現実"と"夢"＞をテーマにしたものが多い。このテーマがアルバムの詞世界の中心になったのは、hyde曰く、本作の収録曲を制作していた期間中に「西暦が1999年から2000年に変わったこと」が大きかったという。hydeは、自身が手掛けた本作収録曲のリリックについて「"なんだ、2000年になっても街は何も変わらないじゃん"って。ささやかな望みはあるけど。そういうことを書いてる。『REAL』というアルバムは。諦めてるけど、"ひょっとしたらいいことあるかもね"っていう」「今、自分で詞を書いてて思うのは、"現状"と"夢"のことが多いってことなんですよね。なんか夢見てても、結局最終的には現実と照らし合わせてるなぁ、と。夢見てても現実に戻っちゃうというか」と本作発売当時に語っている。また、音楽雑誌のインタビュアーから「19〜20歳ぐらいの人が持つ、"夢"や"未来"とは明らかに違う。いろんなことが見えてきたから、別のところ、次の場所に行こうとしてる感がある」と本作の印象を語られた際に、hydeは「そこが現実的なんだよね。現実的に、深い夢のような未来はあり得ないっていうのが、見えてきてるんだろうね。だから、冷めた詞が多い」と答えている。
このように本作は、各パートのアプローチや録音手法などで様々な試みをしたうえで制作されたアルバムとなった。本作の出来栄えについて、yukihiroは本作発売当時に受けたインタビューで「今回のレコーディングでは、特にオーソドックスにあーだこーだと言いながら考えて、音出して。また練り直して。そういうふうにレコーディングした新鮮さみたいなものも出てる気がするし、そういうアルバムになった気がする」と述べている。また、2005年に受けた音楽雑誌『ROCKIN'ON JAPAN』のインタビューにおいて、インタビュアーの古河晋から本作の印象を聞かれた際に、kenは「面白いアルバムだなと思うんですね。自分として実験的なことをしたなと思いますね。録ってる時はしんどかったですけど。カッコいいアルバムだなと思いますね。一つ研ぎ澄まされた感じがするアルバムだなと思って」「荒れた気分のものを、サウンドとしてはきれいに聴かすみたいなことをしようとしてたのかなと今は思いますね」と述懐している。さらに、本作の制作に携わったマニピュレーターの斎藤仁は、2019年に岡野ハジメが出版した本の中での同氏との対談で「今聴いても、気負いみたいなのは感じますよね。『ark』と『ray』は自由奔放に表現している感じでしたが、『REAL』はグッと力を入れて作っている感じがしました」と述懐している。

### アルバムタイトル
アルバムタイトルは従来通り、収録曲の作詞を一番多く手掛けたhydeが名付けている。タイトルを決めた経緯について、hydeは「何で今回アルバムに『REAL』ってつけたかというと、醒めてるなって思ったの、詞が。僕をすごく表してるというか。現実を見据えた上で夢を語ってる。そういうところが全部見えたんで、そういう意味で"あぁ〜REALだな"って」と本作発売当時に受けたインタビューで述べている。
また、hydeは同インタビューで「醒めたっていっても希望はありますよ。でも、現実的には醒めてる。このままうまく転んでいく未来もあるとは思ってるんだけど、でも現実的にはこうなんだろうな〜って考えちゃう。なんかそういうのが見えたんですね。トータルで。曲が成長していくのを見て最後に詞を読み返した時に。今年（2000年）に入って僕が書いた詞っていうのはそういう状態で書いてる」「想像上のことだけを夢見るのはすごく虚しい。リアリティーが伴わない夢ほど虚しい。あるじゃないですか。すごい未来を想像したところで"現実はそんなわけねぇだろう"って」と述べている。なお、yukihiroは、hydeが付けたアルバムタイトルについて「hydeの詞は、パッと読んでも単純にカッコイイと思えるし、深く考えるきっかけになるキーワードが入ってる気がするし。ピッタリのタイトルだと思います」と印象を語っている。
ちなみにhydeは、本作発売当時に音楽雑誌のインタビュアーから「アルバムタイトルをあえて日本語に置き換えると？」と聞かれた際に、「僕の場合は『現実』。でもね、日本語の『現実』だとやっぱ違うんです」と答えている。
なお、音楽ジャーナリストの鹿野淳は、2000年に発行された音楽雑誌『ROCKIN'ON JAPAN』のディスクレビューで「このバンドが『リアル』というタイトルのアルバムを作るのは、僕にとってはかなり刺激的なこと」と綴っている。また、鹿野は同書で「ラルクが描いてきたものは、基本的に全てが「幻想」であった。彼らの冷気漂うサウンドは、UKニュー・ウェイヴの頃の「ここを諦め、多分辿り着くことはないであろうあそこに想いを馳せよう」という無情感ととてもシンクロしていたのだが、このアルバムの中の彼らはタイトル通り、非日常の中から日常を抉り出そうという野心と行動力に満ちている」とレビューしている。

### アートワークなど
ジャケットのアートワークは、前作『ark』のジャケットを手掛けたクリエイティブユニットの生意気（Namaiki）が担当している。また、ジャケットに使用された写真は、前作『ray』などL'Arc〜en〜Cielのアートワークを数多く手掛けるモート・シナベルが撮影したもので、フランス・パリにあるノートルダム聖堂のガーゴイルを南の方角から撮影したものとなっている。このガーゴイルは元々装飾を施した雨樋で、その姿かたちから魔除けの意味を持っていると言われており、＜何百年もの間、人の世を見つめ続けてきた象徴＞として本作のテーマに沿うことから起用されている。余談だが、当時のノートルダム聖堂では観光客が鑑賞・立入可能なエリアが限られていたため、撮影者であるモート・シナベルは、途中階にある聖堂の事務所に頼み込み、身を乗り出してやっとのことで撮影したという。
本作の発売にあたり、数種類のCM映像が制作されている。これらの映像は、上田拓、田所貴司、竹内鉄郎がそれぞれディレクターを務めており、2001年3月に発売したミュージック・クリップ集『CHRONICLE 2』に収録されている。また、フィジカル発売に合わせ、オリジナルゲーム『ガーゴイルの翼』がインターネット上で期間限定公開されている。このゲームにはL'Arc〜en〜Cielのメンバーが登場しており、ゲーム内でhydeは"天井画家"、kenは"造園師"、tetsuyaは"鉱石職人"、yukihiroは"小劇場のアクター"という職業になっている。

### ライヴツアー
L'Arc〜en〜Cielは、本作のレコーディング期間に入る直前の1999年12月31日から2000年1月1日にかけて、東京ビッグサイトで自身初となるカウントダウンライヴ「RESET>>LIVE *000」を開催している。このライヴでは、2000年を迎えたタイミングで新たな千年の幕開けを告げるように、本作に収録された「NEO UNIVERSE」が初演奏されている。なお、このライヴは東京ビッグサイトの東館展示ホール1-3で開催されたが、隣接する東館展示ホール4-5では大型ビジョンでライヴの模様を生中継する"リアルタイムヴァーチャルライヴ"が実施されており、全ホールで計55,000人の観客を動員している。さらに、新年のカウントダウンで多くの人が集まっていた全国各地の街頭に設置されたビジョンで、1999年12月31日23時59分頃からこのライヴの模様の一部を生放映する、"L'Arc〜en〜Cielとともに1990年代を締めくくり、新たな時代を迎える"という企画が行われている。なお、hydeは2012年に発表した自叙伝で、このカウントダウンライヴを振り返り「2000年になる瞬間、ミレニアムには、派手に何か記念になることをしたいなって思ってたから、"RESET>>LIVE *000"っていうカウントダウンライヴが出来たのは嬉しかった」と述べている。余談だが、L'Arc〜en〜Cielは1999年12月31日に放送された『第50回NHK紅白歌合戦』に出演していたため、出番を終えた後、NHKのある東京・代々木からヘリコプターで会場に向かったという。
そして、L'Arc〜en〜Cielは本作発売の後、アルバムを引っ提げ、2000年10月8日から同年10月27日にかけてライヴツアー「CLUB CIRCUIT 2000 REALIVE」を開催している。このツアーは、久々にライヴハウス公演のみに絞ったものになった。『ark』『ray』を引っ提げて開催したライヴツアー「1999 GRAND CROSS TOUR」では、野外特設会場を中心にまわり、各会場で5万〜10万人規模の観客を集めたが、このツアーは対照的に少ないキャパシティで、機材のみを置いたステージセットで行われている。なお、後年tetsuyaは「ライヴハウスツアーのアイデアは、hydeじゃないかな」と述懐している。また、後年hydeは、この当時を振り返り「もっかいバンドの理想っていうのを求めたのが『REAL』に向かう時期ですね」「自己破壊願望があったかもしんないですね、その時期」と述べている。
上記ツアーを終えた後、L'Arc〜en〜Cielは2000年11月4日から同年12月6日にかけてバンド初のドームツアー「TOUR 2000 REAL」をナゴヤドーム、大阪ドーム、福岡ドーム、東京ドームの4ヵ所で敢行している。なお、このドームツアーの東京最終公演の模様は、スカイパーフェクTV!のパーフェクト・チョイスで生放送されている。また、公演から約21年後となる2021年9月23日には、同年に開局30周年を迎えたテレビ局、WOWOWとバンドのコラボレーション企画「WOWOW×L'Arc〜en〜Ciel 30th L'Anniversary Special Collaboration」の一環として、東京最終公演の模様が再び放送されている。ちなみに上記のライヴハウスツアーの模様も、2021年8月21日にWOWOWにて放映されている。
そしてドームツアーを終えたL'Arc〜en〜Cielは、ベストアルバム『Clicked Singles Best 13』に収録されることになる新曲「Anemone」の録音作業に入っている。また、2001年3月からはシングル「Spirit dreams inside -another dream-」の制作期間に入っている。
シングルレコーディングの期間を経て、L'Arc〜en〜Cielのメンバー4人はそれぞれソロ活動もしくは休養の期間に入ることとなった。特にhydeは、この当時ソロ活動に対するモチベーションが高まっていたようで、2012年に発表した自叙伝で「自分の感性を、L'Arc〜en〜Cielじゃない所で発揮したいという欲求が芽生えてきたんだよね。必ずしもバンドマジックを求めてる訳ではなくて、むしろ自分の芸術を総合した物を作ってみたくなったんだ」「お金がなくても、小さくてもいいから、自分の部屋が欲しいっていう時期が来たんだ」と当時の心境を綴っている。そしてkenは、1998年以降、様々なスケジュールが積層していたため疲労感があったようで、2002年まで音楽活動を休んでいたという。kenは2004年に受けた音楽雑誌のインタビューで、シングル「Spirit dreams inside -another dream-」発売後の生活を振り返り「しばらく何もしなくて。1年ぐらいはもう麻雀と野球しかしてなかった」と述懐している。

### リリース形態
フィジカルは、現在までにCD、MD、LP、Super Audio CDの4種類が発表されている。CDは通常盤の1形態で発売されており、初回限定仕様は、3面デジパックケースとなっている。また、本作はCD発売と同日に、L'Arc〜en〜Cielのスタジオ・アルバムで初のLP盤がリリースされている。さらに、約1年後の2001年7月4日には、L'Arc〜en〜Cielの作品としては最初で最後となるSuper Audio CD盤も発売されている。
また、2011年6月22日には、スマートフォン向け音楽ダウンロードアプリ、レコチョクにおいてL'Arc〜en〜Cielの楽曲計146曲のダウンロード販売を開始したことに伴い、本作に収録された楽曲も配信された。2012年11月7日には、ソニー・ミュージックエンタテインメントがiTunes Storeに参入したことに伴い、日本においても配信が開始され、これによりほぼ全ての音楽配信サイトにてダウンロード販売が解禁された。
2014年10月22日には、本作を含めたアルバム全12タイトルのハイレゾリューションオーディオ音源が各種音楽サイトで配信された。このハイレゾバージョンでは、内田孝弘（FLAIR）によるリマスタリングが行われている。また、2019年12月11日には、Spotify、Apple Musicをはじめとした各種サブスクリプションサービス（定額制音楽配信）にて、この日までに発表したL'Arc〜en〜Cielの全楽曲のストリーミング配信を全世界で一斉解禁している。
2022年5月18日には、本作を含めた過去に発表したアルバム作品を、メンバー監修の下でオリジナルマスターテープを使いリマスタリングしたボックス・セット『L'Album Complete Box -Remastered Edition-』が発表されている。この作品に収録されたリマスタリングアルバム『REAL (Remastered 2022)』では、ランディ・メリル（Sterling Sound）によるリマスタリングが行われている。ちなみにこのリマスタリングアルバムは、フィジカル発売と同日にダウンロード配信（ハイレゾリューションオーディオ音源含む）およびストリーミングが開始されている。
| リリース       | タイトル               | 規格                                                                              | マスタリング・エンジニア            | 備考 |
| -------------- | ---------------------- | --------------------------------------------------------------------------------- | ----------------------------------- | --- |
| 2000年8月30日  | REAL                   | - CD - MD - LP（2枚組）                                                           | トム・コイン （Sterling Sound）     | - 日本の他、アジア各国でもCDを販売 - L'Arc〜en〜Cielのスタジオ・アルバムとしては、初めてLP盤がリリースされた |
| 2001年7月4日   | REAL                   | - Super Audio CD                                                                  | トム・コイン （Sterling Sound）     | - |
| 2011年6月22日  | REAL                   | - ダウンロード配信                                                                | トム・コイン （Sterling Sound）     | - |
| 2014年10月22日 | REAL                   | - ハイレゾリューションオーディオ配信                                              | 内田孝弘（FLAIR）                   | - |
| 2019年12月11日 | REAL                   | - ストリーミング配信                                                              | トム・コイン （Sterling Sound）     | - |
| 2022年5月18日  | REAL (Remastered 2022) | - CD - ダウンロード配信 - ハイレゾリューションオーディオ配信 - ストリーミング配信 | ランディ・メリル （Sterling Sound） | フィジカルはボックス・セット『L'Album Complete Box -Remastered Edition-』に収録                              |

## 評価

### 批評
- 音楽評論家の平野和祥は『CDジャーナル』のレビューにて、「パワフルなロックチューンからバラードまでを呑み込み、実験的要素とキャッチーなメロディを共存させる多彩な作風はいつもながらの彼らのタッチなのだが、今作は全体的にビートが強調されたソリッドなサウンド作りで統一されている点が印象的[5]」と本作を評価している。また、平野は「クリアで赤裸々な音像のなか、いつになくフリーキーなkenのギター・ワークや男臭さをまた一歩前進させたhydeのヴォーカルによるツボが随所で存在感を主張しており、結果的に全体がパワフルなロックモードに傾いているように感じられる。アレンジ巧者としての定評を固めてきた彼らが、ラフでスポンテニアスなプレイを活かしながら楽曲に勢いを封じ込める新境地に踏み込んでいる点が興味深い[5]」と分析している。- 音楽出版社『CDジャーナル』（2000年9月号）
- ロックバンド・PENGUIN RESEARCHの堀江晶太は『ベース・マガジン』の＜平成に発表された作品でベーシスト視点で印象に残っている3枚＞という企画で、本作を挙げている。また、本作の収録曲「STAY AWAY」については「ベースを始めたての頃に"STAY AWAY"を猛練習しました[35]」とコメントしている。さらに、アルバムに収められたtetsuyaのベースプレイについて、堀江は「縦横無尽にフレーズで歌いながらアンサンブルのドライブ感を牽引していくtetsuyaさんのプレイは自分の一番のルーツです[35]」とコメントしている。- リットーミュージック『ベース・マガジン』（2019年4月号）
- 音楽ジャーナリストの沢田太陽は自身のnoteにて、1998年から2005年頃までのラルクを＜グランジ/オルタナ期＞と分類し、レビューしている。沢田はこの頃のバンドの路線変更により、国際的な音楽の流れに沿うようになったと指摘しており[36]、「この頃って、アメリカだとポスト・グランジって言って、コンプレッサーで音の壁みたいに厚くする感じが主流だったんですけど、kenの場合、グランジ本来のザクザクした質感を強く残したものにしてあったので古くなりにくい[36]」と評している。さらに、沢田は「1曲、パクリ疑惑が浮上したこともあってダイナソーJr.のJ・マスシスとの比較もありますけど、僕はむしろパール・ジャムの3枚目から5枚目くらいの時期に近い質感だなと思います。マイク・マクレディのプレイに近いかな[36]」「特に2000年代って、マリリン・マンソンとかコーン、ちょっと遅れてリンキン・パークの影響とかあって、ゴスがニュー・メタルと結びつきやすい時期で、ラルク自身も『REAL』でそこを模索してる感じもあったりもしたんですが、不思議とそっちには行かなかったとこも僕的には嬉しかったかな。そこを逆に"NEO UNIVERSE"みたいなキュートなエレポップでキメちゃったとこも、それを無意識に後押ししたかもしれません[36]」とコメントしている。- THE MAINSTREAM『ユーミンに次ぐ、ストリーミングでの全アルバム・リスニング達成の邦楽アーティストがラルクになった件』（2019年12月20日）
- ミュージシャン・高橋翔（ex.昆虫キッズ）はワニブックスが運営するWebマガジン、NewsCrunchの＜1998年から2022年現在までのラルクのオススメ5曲＞という記事で本作に触れている[37]。高橋は本作について「『True』（真実）を経て『REAL』（現実）にたどり着いたラルクの姿は、怒りを纏うざらついたロックバンド。『REAL』は今でも聴き返す本当にカッコいいアルバム[37]」とコメントしている。また、高橋は「当時は、THEE MICHELLE GUN ELEPHANTやBLANKEY JET CITYなど、ガレージ色の強いバンドの台頭も目立っていたので、ラルクも少なからす影響を受けていたんじゃないかなと[37]」「CDバブルも終焉の入り口が見えてきた時代で、泥臭いロックバンドが地力を上げてきたなかで、ラルクもご多分に漏れず、がっつりロックアルバムを仕上げてきたのは、その戦いから目を逸らさないという意思表示だったのかなと、今になって思ったり[37]」と推察している。ちなみに、高橋はこの記事で、本作に収録された楽曲の中から「TIME SLIP」をレコメンドしている[37]。- NewsCrunch『1998年から2022年現在までのラルク。さらに深掘りしたオススメ5曲』（2022年6月29日）

### チャート成績
- 発売初週となる2000年9月1日付のオリコン週間アルバムチャートにおいて、前作『ark』に続いて4作目の週間首位を獲得している。翌週の2000年9月8日付のオリコン週間アルバムチャートでも首位を記録しており、『ark』以来の2週連続首位を獲得した。また、アルバム作品では通算5作目のミリオンセラーを記録している。なお、同年度のオリコン年間アルバムチャートでは年間13位を記録している。

## 収録曲
| #         | タイトル                                   | 作詞      | 作曲      | 編曲                          | 時間  |
| --------- | ------------------------------------------ | --------- | --------- | ----------------------------- | ----- |
| 1.        | 「get out from the shell -asian version-」 | hyde      | yukihiro  | L'Arc〜en〜Ciel               | 4:16  |
| 2.        | 「THE NEPENTHES」                          | hyde      | ken       | L'Arc〜en〜Ciel, Hajime Okano | 3:26  |
| 3.        | 「NEO UNIVERSE」                           | hyde      | ken       | L'Arc〜en〜Ciel, Hajime Okano | 4:08  |
| 4.        | 「bravery」                                | tetsu     | tetsu     | L'Arc〜en〜Ciel, Seiji Kameda | 5:27  |
| 5.        | 「LOVE FLIES」                             | hyde      | ken       | L'Arc〜en〜Ciel, Hajime Okano | 4:54  |
| 6.        | 「finale」                                 | hyde      | tetsu     | L'Arc〜en〜Ciel, Hajime Okano | 6:26  |
| 7.        | 「STAY AWAY」                              | hyde      | tetsu     | L'Arc〜en〜Ciel, Hajime Okano | 3:59  |
| 8.        | 「ROUTE 666」                              | hyde      | hyde      | L'Arc〜en〜Ciel, Hajime Okano | 4:28  |
| 9.        | 「TIME SLIP」                              | hyde      | ken       | L'Arc〜en〜Ciel, CHOKKAKU     | 5:00  |
| 10.       | 「a silent letter」                        | hyde      | ken       | L'Arc〜en〜Ciel, Hajime Okano | 6:39  |
| 11.       | 「ALL YEAR AROUND FALLING IN LOVE」        | hyde      | hyde      | L'Arc〜en〜Ciel, Hajime Okano | 5:33  |
| 合計時間: | 合計時間:                                  | 合計時間: | 合計時間: | 合計時間:                     | 54:16 |

| #         | タイトル                                                     | 作詞      | 作曲      | 編曲                          | 時間  |
| --------- | ------------------------------------------------------------ | --------- | --------- | ----------------------------- | ----- |
| 1.        | 「get out from the shell -asian version-/- Remastered 2022」 | hyde      | yukihiro  | L'Arc〜en〜Ciel               | 4:15  |
| 2.        | 「THE NEPENTHES - Remastered 2022」                          | hyde      | ken       | L'Arc〜en〜Ciel, Hajime Okano | 3:26  |
| 3.        | 「NEO UNIVERSE - Remastered 2022」                           | hyde      | ken       | L'Arc〜en〜Ciel, Hajime Okano | 4:08  |
| 4.        | 「bravery - Remastered 2022」                                | tetsuya   | tetsuya   | L'Arc〜en〜Ciel, Seiji Kameda | 5:27  |
| 5.        | 「LOVE FLIES - Remastered 2022」                             | hyde      | ken       | L'Arc〜en〜Ciel, Hajime Okano | 4:54  |
| 6.        | 「finale - Remastered 2022」                                 | hyde      | tetsuya   | L'Arc〜en〜Ciel, Hajime Okano | 6:26  |
| 7.        | 「STAY AWAY - Remastered 2022」                              | hyde      | tetsuya   | L'Arc〜en〜Ciel, Hajime Okano | 3:59  |
| 8.        | 「ROUTE 666 - Remastered 2022」                              | hyde      | hyde      | L'Arc〜en〜Ciel, Hajime Okano | 4:28  |
| 9.        | 「TIME SLIP - Remastered 2022」                              | hyde      | ken       | L'Arc〜en〜Ciel, CHOKKAKU     | 5:00  |
| 10.       | 「a silent letter - Remastered 2022」                        | hyde      | ken       | L'Arc〜en〜Ciel, Hajime Okano | 6:39  |
| 11.       | 「ALL YEAR AROUND FALLING IN LOVE - Remastered 2022」        | hyde      | hyde      | L'Arc〜en〜Ciel, Hajime Okano | 5:33  |
| 合計時間: | 合計時間:                                                    | 合計時間: | 合計時間: | 合計時間:                     | 54:15 |

### LP
| #         | タイトル                                   | 作詞      | 作曲      | 編曲                          | 時間  |
| --------- | ------------------------------------------ | --------- | --------- | ----------------------------- | ----- |
| 1.        | 「get out from the shell -asian version-」 | hyde      | yukihiro  | L'Arc〜en〜Ciel               | 4:16  |
| 2.        | 「THE NEPENTHES」                          | hyde      | ken       | L'Arc〜en〜Ciel, Hajime Okano | 3:26  |
| 3.        | 「NEO UNIVERSE」                           | hyde      | ken       | L'Arc〜en〜Ciel, Hajime Okano | 4:08  |
| 合計時間: | 合計時間:                                  | 合計時間: | 合計時間: | 合計時間:                     | 11:50 |

| #         | タイトル       | 作詞      | 作曲      | 編曲                          | 時間  |
| --------- | -------------- | --------- | --------- | ----------------------------- | ----- |
| 1.        | 「bravery」    | tetsu     | tetsu     | L'Arc〜en〜Ciel, Seiji Kameda | 5:27  |
| 2.        | 「LOVE FLIES」 | hyde      | ken       | L'Arc〜en〜Ciel, Hajime Okano | 4:54  |
| 3.        | 「finale」     | hyde      | tetsu     | L'Arc〜en〜Ciel, Hajime Okano | 6:26  |
| 合計時間: | 合計時間:      | 合計時間: | 合計時間: | 合計時間:                     | 16:47 |

| #         | タイトル      | 作詞      | 作曲      | 編曲                          | 時間  |
| --------- | ------------- | --------- | --------- | ----------------------------- | ----- |
| 1.        | 「STAY AWAY」 | hyde      | tetsu     | L'Arc〜en〜Ciel, Hajime Okano | 3:59  |
| 2.        | 「ROUTE 666」 | hyde      | hyde      | L'Arc〜en〜Ciel, Hajime Okano | 4:28  |
| 3.        | 「TIME SLIP」 | hyde      | ken       | L'Arc〜en〜Ciel, CHOKKAKU     | 5:00  |
| 合計時間: | 合計時間:     | 合計時間: | 合計時間: | 合計時間:                     | 13:27 |

| #         | タイトル                            | 作詞      | 作曲      | 編曲                          | 時間  |
| --------- | ----------------------------------- | --------- | --------- | ----------------------------- | ----- |
| 1.        | 「a silent letter」                 | hyde      | ken       | L'Arc〜en〜Ciel, Hajime Okano | 6:39  |
| 2.        | 「ALL YEAR AROUND FALLING IN LOVE」 | hyde      | hyde      | L'Arc〜en〜Ciel, Hajime Okano | 5:33  |
| 合計時間: | 合計時間:                           | 合計時間: | 合計時間: | 合計時間:                     | 12:12 |

## 楽曲解説
1. 「get out from the shell -asian version-」
2000年7月に20thシングルのカップリングとして発表された楽曲の全英語詞バージョン。この全英語詞バージョンは、2000年1月から日本を除くアジア地域においてトヨタ自動車のCMソングに起用されていた。このタイアップを踏まえ、前述のシングルに収録したときにはなかった「asian version」という副題が追記されている。
作曲を担当したyukihiroが嗜好する、マシーン・ビートとバンドサウンドを同期させた、インダストリアルやエレクトロニック・ボディ・ミュージックの色が強い楽曲。この曲を制作するにあたり、yukihiroがリスペクトしているバンド、SOFT BALLETに関わったレコーディング・エンジニアの杉山勇司を、ミキシング・エンジニアとして招聘している。これを踏まえyukihiroは、この曲を「SOFT BALLETのパクリ[38]」と表現していたことがある。
また、この曲のイントロに打ち込んだベースラインは、yukihiroが当初、シーケンサーにドラムのデータとして打ち込んでいたもので、マニピュレーターが誤ってベース音で出してしまったものとなっている[39]。ただ、yukihiroがそのサウンドを気に入ったため、この曲に採用されることになったという[39]。
ちなみにtetsuyaはこの曲のベース録りで、6弦エレクトリックベースのフェンダー・ベースVIを使用し[40]、ギター的なアプローチでベースを弾いている[41]。tetsuyaは、この曲のベースプレイについて「6弦ベースでギターみたいなこと弾いてますね。俺の6弦ベースは高いほうに2本張ってるから、音域的にギターとダブりつつも、6弦ベースでしかできないフレーズにはなってますけど。まあ一般の人はギターだと思って聴くでしょうね[41]」と述べている。なお、tetsuyaはこの曲以外のレコーディングでもフェンダー・ベースVIをたびたび使用しているが、tetsuya曰く、ザ・キュアーのロバート・スミスの影響で使い始めたという[42]。
また、kenはこの曲のギターアプローチで、ハーモニー・ユニゾンからコンプレッサーを使ったクリーン・トーン、そして低音弦コードに移行するといった、曲の展開をコントロールするようなプレイを見せている[43]。kenは、この曲のギター録りを振り返り「オクターヴ・ユニゾンのフレーズが出てきた時に、この曲が自分の中で見えた。チョーク・ダウンって意図的にはあんまりしないんだけど、このフレーズでは"チョーク・ダウンから始めよう"と。ちょっといやらしめに[44]」と述懐している。
歌詞は、yukihiroの「怖い感じで[45]」というリクエストをもとにhydeが手掛けている。作詞を担当したhydeは、歌詞を書くうえで「グリム童話っぽさ」をイメージしていたという[45]。yukihiroは、hydeから聞いた歌詞のイメージについて「単純な話なんだけど、でもぞっとするような怖さもある[45]」とシングル発売当時に語っている。
余談だが、本作に付属するブックレットに記載されたクレジットのスペシャルサンクスの欄には、この曲の原型のイメージとなったバンド、SOFT BALLETで、ボーカルを務める遠藤遼一（ENDS）の名前が書かれている。ちなみにyukihiroは、遠藤遼一を含めたSOFT BALLETのメンバーと、音楽の場で交流がある。遠藤遼一とは、上領亘率いるCROWが2002年4月14日に開催したイベント「Surround Space Perception vol.2」で共演している。また、藤井麻輝とは、yukihiroのソロプロジェクト、acid androidや、藤井が在籍する音楽ユニット、SUILENの楽曲制作の場で共演している。さらに2016年には、藤井と今井寿（BUCK-TICK）が結成した音楽ユニット、SCHAFTのレコーディング作業およびライヴサポートにyukihiroが参加している[46]。そして森岡賢とは、yukihiroが2006年9月27日にacid androidとして開催したライヴ「acid android live 2006 side c」で共演したことがある。
2. 「THE NEPENTHES」
エフェクトをかけたキーの高いコーラスと、激しいギターリフが印象的なハードなロック・ナンバー。作曲を担当したken曰く「ストーン・テンプル・パイロッツを聴いている頃にリフから出来た曲」だという[47]。この曲の制作を振り返り、kenは「最初から最後までドンとできた感じですね。細々と作っていくっていうよりも。リフができて、リフだけ録って、歌をちょっと入れていってできた[20]」「エロティックっていうのは確かにありましたね。ギター・ソロとか入れてても、要所要所でそこを確認しつつ、音を入れていったような気がした[20]」と述べている。
また、kenは曲の骨子となる6拍子のギターリフを録るにあたり、普段使っていないエフェクターを使い、現在の音源より歪ませた音でレコーディングするつもりでいたという[44]。ただ、ken曰く「俺の場合、逆にヘヴィにならなかった[44]」といい、当時愛用していたアンプとエフェクターに戻し[44]、ピッキングとフィンガリングで音色を調整したという[44]。kenは、この曲のリフのギター録りを振り返り「"アンプとかエフェクターとか、そういう話じゃないだろ"と思ったら、凄く良い音が出た[44]」と述べている。ちなみに、本作の制作でマニピュレーターとして携わっていた斎藤仁は、この曲のレコーディングについて「変拍子の曲ですが、ギターは何重にも重ねて、とっても時間をかけて録ってましたね[24]」と述懐している。
楽曲構成はAメロの4分の3拍子から途中で4分の4拍子に変わる展開となっており、ギターソロパートではkenがトーキング・モジュレーターを使用し、音色に変化をつけ、予定調和的にならないようなアプローチを試みている。また、hydeは、この曲のレコーディングでグレッチ・ギターを弾いており、L'Arc〜en〜Cielの楽曲としては初めてhydeの弾いたギターが音源に採用されている[48]。ちなみに、hydeがギターを弾いている箇所は、3本のギターリフのうちの1本と、サビで裏メロ風に鳴っているフレーズの部分となっている[44]。
また、この曲では、tetsuyaがスラップ奏法でベースを演奏している。なお、tetsuyaはスラップでベースを弾く際、豪快に叩くというよりも軽くなめらかにプレイし、自然なスラップ・サウンドとして効果的に楽曲に採り入れることが多い[49]。ちなみにtetsuyaは、本作発売当時のインタビューで「アルバムの中で一番気に入っている曲」としてこの曲をあげている[50]。また、yukihiroは過去に「L'Arc〜en〜Cielの楽曲の中でドラムが難しい曲」としてこの曲をあげていたことがある[51]。
タイトルは食虫植物の「ウツボカズラ」を意味しており[47]、女性の身体のある一部に喩えて名付けられている。kenは歌詞のイメージについて「腰振ってどうのこうのとかいった、ロックンロールが持ってる感じ。ソレだけが好きだぜ、みたいな（笑）[20]」と述べており、このイメージを作詞作業に入る前のhydeに伝えたという[20]。
なお、本作発売直後の2000年9月1日にプロモーションの一環で出演したテレビ朝日系番組『ミュージックステーション』において、アルバムの中からこの曲が披露されている。
ちなみにこの曲は、2000年に本作を引っ提げて開催したドームツアー「TOUR 2000 REAL」の後の公演において、長らくライヴで披露されていなかったが、2008年に開催したライヴツアー「TOUR 2008 L'7 〜Trans ASIA via PARIS〜」で「TIME SLIP」とともに約8年ぶりにライヴ演奏されている。
3. 「NEO UNIVERSE」
2000年1月に19thシングルの表題曲として発表された楽曲。この曲は、1999年12月31日から翌2000年1月1日にかけて開催したバンド初のカウントダウンライヴ「RESET>>LIVE *000」において、"2000年代という新時代突入の一曲目"として日付が変わったタイミングで、hydeによる＜NEW MILLENNIUM！NEO UNIVERSE！＞の掛け声とともに初披露されている。
打ち込みを多用したエレクトロ・ポップ要素の強い楽曲で、比較的ハードな路線となった本作において、シンセサイザーを多用した異色なポップスになっている。作曲を担当したkenは、1999年に発表したアルバム『ark』『ray』に関するインタビューの中で、「なんか周りから過剰に明るい曲を求められてるような空気を感じたとたんに、もう全然書けなくなって、明るい曲が[52]」と語っていたが、この曲の制作では意識的に明るい曲を書くことにしたという。なお、kenはシングル発売当時に受けたインタビューの中で「明るい曲を書こう[53]」「メジャーのコードから始まる曲をつくろう[54]」と考えていたと明かしている。また、kenは、アルバムの中におけるこの曲の立ち位置についてユーリズミックスの名前をあげ、「ユーリズミックスもアルバムを通して聴くと暗い曲が全体を占めていて、その中で明るい曲があったりする。そういう中にあるからこそカッコよく聴こえたりするじゃないですか。「スウィート・ドリームス」と「ゼア・マスト・ビー・アン・エンジェル」も、ああいう配置になってるからカッコいいって感じる[55]」と語っている。
この曲の制作は「LOVE FLIES」のレコーディングの合間に進められており[56]、kenがリズムやベース・ライン、ピアノ、シンバルを打ち込み[56][57]、その音源データに対しyukihiroがサンプリングしたドラムの音で組んだリズムを打ち込んでいくといった流れで制作されている[57]。そのため、これまでのL'Arc〜en〜Cielの楽曲制作における一つの流れであった「メンバーそれぞれが個別にデモを制作し、その音源を基にレコーディングする」という手法を採らずに制作された楽曲となっている。この曲の制作について、kenは「デモは作ってないんですよ。そのまま俺が打ち込んだものが生きてるっていうのが多いですね。ベースとギターが変わる程度で[58]」と語っている。また、ken曰く「おもちゃ的な遊び感覚[58]」でこの曲を制作したといい、レコーディングでは様々なアレンジ案があがっていたという。ちなみに、yukihiroからは「ジャミロクワイみたいにしよう[57]」という提案があったが、紆余曲折あって現在の音源に落ち着いたという。
また、この曲では、レコーディングの前日にyukihiroが購入したシンセサイザー、Minimoogで鳴らしたサウンドが使用されている[58]。さらに、この曲にはマニピュレーターの斎藤仁が所有するオーバーハイムも使用されている[24]。この機材は、斎藤曰く、kenなどに勧められ、ニューヨークで購入したという[24]。後年斎藤は、この曲のレコーディングを振り返り「"みんな買え買えって言うけど、使ってくれないじゃん"ってスネてたら、「NEO UNIVERSE」をkenちゃんが作ってきてくれたんです。それでレコーディングではオーバーハイムでメインのフレーズを弾くことができたんです[24]」と述懐している。なお、この曲のサウンドについて、kenは「こういう音色が欲しいって探していくうちに"ユーリズミックスっぽいね"っていう言葉を周囲のスタッフから聞いて。（中略）もう2000年代になっちゃうからひと回りした感じもあるけど、そこでできる新しいことっていうのがあって[58]」と語っている。
さらに、tetsuyaはこの曲のレコーディングで、高音弦側に2本弦を追加した6弦ベース、フェンダー・ベースVIを使用している[40]。なお、ベースソロパートでは、リンダートの6弦ベース（バリトン・ギター）を弾いている[59][60]。ちなみにtetsuyaは、この曲をライヴで披露する際、自身のシグネイチャーモデルベース「ESP Bandit Six」とエフェクター「Roger Mayer Marble Fuzz」を組み合わせたセットで演奏することが多い[61]。このエフェクターは、エフェクターブランドの「ロジャー・メイヤー」とtetsuyaのコラボモデルであり、2001年10月に限定100台で一般販売されている。さらに、kenはこの曲のイントロのギターなどで、ピックではなくE-BOWという長いサステインを生みだすアタッチメントを用いており、効果音的なサウンドをギターで鳴らしている。
また、kenが打ち込んだリズムは終始ハイハットとキックの4分打ちだけだったが、レコーディングするにあたりアウトロに一発だけスネアの音を入れている。これは共同プロデューサーの岡野ハジメの案によるもので、岡野はスネアを一発入れたことについて「俺とユッキー（yukihiro）のブラック・ジョーク的な感じです[62]」と述べている。なお、この曲は岡野にとって思い入れの深い曲になっているようで、2019年に発表した自身の著書の中で「"メガヒットシングルで、ダンサンブルな曲なのにスネアが入ってない"というのは俺の人生の誇りになりました[19]」「もしこれを他の人に先にやられたら、かなり嫉妬したと思います[19]」と綴っている。このような経緯から、ギター、ベース、ドラムが担うオーソドックスなバンドサウンドから離れたプレイが目立つ楽曲に仕上げられることになった。
歌詞は、作詞を担当したhydeが曲を聴いたときに感じた「SFチックなイメージ[54]」を基に手掛けられている。hydeは歌詞のイメージについて「僕としても2000年っていうのは重要な年の幕開け的なイメージもあるし、その辺りを含めて2000年の1作目として自分が言いたいこと？年が明けたとして僕は何を言いたいのかってことと、曲のイメージとをミックスして書いた[63]」「未来に向けての"現実"と"夢"をことばにした[54]」と語っている。なお、21世紀の始まりとなる2001年でなく、2000年を"新時代の幕開け"と考えた理由について、hydeは「21世紀になることも、もちろん重要なんだけど、まず2000年になるってことのほうが僕には大きく、期待したいことで[64]」と述べている。
また、hydeは作詞をするにあたり「曲調的には軽快で、舌触りは優しくて、そんでこう…なんていうんだろうなあ…メッセージ性が隠されている。そんな感じがいいかなあ[65]」と思っていたという。そういったhydeの思いを反映してか、＜夢を見ていた奇跡はもう来ない＞、＜背中合わせの絶望＞のような現実を見据えたフレーズと、＜あなたは風のように優しく 鳥のように自由に この世界をはばたく＞、＜空のように一つに 結ばれよう＞のような流麗で前向きなフレーズが混在したリリックがのせられている。ちなみに、この曲の歌詞の最後に綴られた＜空のように一つに結ばれよう＞というフレーズについて、hydeは「空って、海みたいに隔たれてないじゃないですか。その場所もつながってるでしょ。だから、どこでも同じ。ニューヨークで見ても同じっていうような、そういうイメージ[65][66]」と語っている。さらにhydeは、この曲を「ある意味アルバム『REAL』を象徴している曲」と表現しており[47]、「夢を追いつつ現実はこうなんだなっていう部分がいちばんよく出てる[47]」と語っている。
4. 「bravery」
マイクロ・シンセのファズ部分を使ったギターサウンドが印象的な[43]、メロディアスなロック・ナンバー。作詞・作曲を担当したtetsuya曰く、この曲のデモは本作のレコーディング前に設けた作曲期間の最後の日に出来たという[67]。デモを作った当初の楽曲イメージは、tetsuya曰く「歌謡曲チックな曲[47]」だったという。
kenは、この曲のギター録りを振り返り「どういう内容のものを弾くかっていうのは事前にあまり考えずに、その場ですね。ダブルでバッキングを弾いていて、その片方はそのままソロ・パートに突入したら面白いんじゃないかって発想から始まったプレイとサウンドだから、その流れでやってる[44]」と述懐している。また、tetsuyaはこの曲のベースのレコーディングで、1962年製のフェンダー・ジャズベースを使用している[40]。なお、この曲の編曲作業には、音楽プロデューサーの亀田誠治が参加しており、共同プロデュースも同氏が担当している。また、シンセサイザーは中山信彦が担当しており、他にもレコーディング・ミキシングのエンジニアとして井上うにが参加している。
この曲は、hyde以外のメンバーが作詞を担当した本作唯一の楽曲となっている。tetsuyaは歌詞のイメージについて「世の中には表と裏があって、大変なんだよ、言うのは簡単、やるのは大変なんだからってことですね[67]」と語っている。また、この曲に登場する＜昔はよかったなんて言わないで＞というフレーズについて、tetsuyaは「これはいろいろ友達に言われたことだったり、自分のファンがやってるホームページのぞいたりしたときに、思ったり感じたりしたことだったり[68]」と本作発売当時のインタビューで述べている。こういった背景もあってか、"この曲の歌詞は一部の懐古的・保守的なファンに向けたもの"と捉えるリスナーも多い。ただ、tetsuyaは同インタビューの中で、メッセージにもラブソングにもとれるように書いたことを示唆している[68]。
ちなみに、tetsuyaがこの曲のデモを作った日に、たまたま白いマイクを購入していたことから、仮タイトルは「白いマイク」と名付けられていた[47]。
なお、この曲は、2000年に本作を引っ提げて開催したドームツアー「TOUR 2000 REAL」のナゴヤドーム公演後に行われたL'Arc〜en〜Ciel名義のライヴにおいて、長きにわたり演奏されていない。
5. 「LOVE FLIES」
1999年10月に18thシングルの表題曲として発表された楽曲。
歪んだギターサウンドが印象的なグランジ色の強いロック・ナンバー。作曲を担当したken曰く、1999年7月から8月にかけて開催した野外ライヴツアー「1999 GRAND CROSS TOUR」で訪れた会場の景色をイメージし、この曲を制作したという[69][31]。余談だが、kenはシングルリリース当時に「制作から世に出るまでが一番短い曲[70]」とこの曲について述べている。
この曲の制作では、L'Arc〜en〜Cielが手掛けるシングル表題曲のひとつの特徴である、シンセサイザーに代表されるような電子楽器による装飾がほとんど施されておらず、ギター、ベース、ドラムというスリーピースのサウンドが強調されている。また、kenの作ったデモを聴いた際にyukihiroは「ルーズな感じが合うんじゃないかな[71]」と考えていたといい、このイメージを踏まえたうえでドラム録りを行っている。自身のドラムプレイに関し、yukihiroは「この曲、聴感上はゆったり感じるかもしれないけど…。テンポは遅くはないんですよ。BPM上は120くらいある[注 4]。それより遅く聴こえるってことは、（自分の意図してたことが）成功だなと思います[71][72]」と述べている。
また、この曲のギターサウンドは、エフェクターによるディストーションではなく、ピッキングのニュアンスにより歪ませ作っているという[43]。kenはこの曲のギター録りについて「コード感から全てが始まる感じ。イントロ・リフは、3度音が交じったコードで、たまに開放弦の音を入れたり入れなかったり。最初はこれにオーヴァードライヴとかカマしてたけど、結局オールドのマーシャル・アンプへ直[44]」と述べている。こういったアプローチにしたのは、kenの中に、歪ませながらもギター6本の弦すべての音が聴こえるような、ナチュラルなディストーション・サウンドを目指したいという考えがあったためだという[43]。そしてkenは、ジミ・ヘンドリックスのプレイを参考にし[44]、右手首を曲げて手のひらの方向からピックを弦に当てる、逆アングルピッキングでギターを弾くというアプローチをレコーディングで試みている[44]。kenはこの曲の逆アングル弾きについて「言葉では巧く説明できないけど、逆アングルで弾いた方が音に質量が出ると言うか、ボヤけずに輪郭がはっきりするみたいな。ガッツのある音にすればするほどコード感は無くなりがちでしょ？でも逆アングルにすると、コードの響きが残ったまま質量が増えるっていう。そういう音が出た時点で調子が良くなって。ドラムのテイクも凄く良かったから、何も考えなくて済んで、体が勝手に動く感じ[44]」と語っている。
この曲のタイトルは「（あなたのもとへ）愛が羽ばたいていく[73]」という意味を表しており、元々は作曲者であるkenが、作詞を担当するhydeに曲のイメージを伝えるために用いた言葉だったという[72]。タイトルについて、kenは「曲が自分の中から一気に出てくる時はいいんだけど、徐々に出来上がっていく時は、なんかね、途中で曲の持つイメージがつかみにくくなることがあるんで、一言、二言、イメージ・ワードみたいなものを作っておくんですよ。"LOVE FLIES"はそういう中のひとつだった[72]」「ギターを弾いてる時の気分っていうのかな。気張って弾くというほうに走らないためにというか、情緒を感じるというか。最初の発想を匂いとして残せるように、ですね[72]」と語っている。
歌詞は、hydeがオケを聴いて感じた「砂漠とかを一生懸命歩いてる感じ[72]」というイメージに加え、kenの曲に対するイメージを踏まえ手掛けられている。hydeはシングル発売当時に受けたインタビューの中で、歌詞のイメージについて「今年（1999年）っていうのが自分の中でなんかすごく感慨深い年だったんで、それを言葉の中に残したかったんです。今年から来年（2000年）に向ける前向きなニュアンスを入れたいなと[72]」と語っている。また、この曲のコード進行が、過去にhydeが作った曲と似ていたことから[72]、hydeは「その時の詞を、ちょっとだけパクった（笑）。1行だけ[72]」と明かしている。なお、hydeの言う、"過去に作った楽曲"はプロダクトになっていないという[72]。
さらに、当時のL'Arc〜en〜Cielのシングル表題曲では珍しく、歌詞の多くの部分が英詞で手掛けられている。英詞部分の印象について、kenは「最後の英詞になってからがかなり好きなんですよ。何て言うのかな？脳みそからいろいろと漏れてるっていうか[74]」「脳みそが溢れかえってる感じっていうのが、この曲にはあって。この詞を読んだ時、この英詞の部分が、もう曲と詞が交わってるねっていう。溢れちゃってる感じ。コーラスワークもあるんだろうけど、漏れちゃってたんで。これ聴きたかったんだよねっていう[74]」と述べている。ちなみに、ラストサビのコーラスは、音源ではhydeとtetsuyaの2人が担当しているが、ライヴで披露する際はkenとtetsuyaが担当している。
タイトルにシングル版とのバージョン違いを示す表記はされていないが、アルバムミックスで収録されている。本作に収録されたアルバムバージョンでは、シングルのテイクと比べ、ややリバーブが抑えられている。
6. 「finale」
2000年1月に19thシングルの表題曲として発表された楽曲。この曲は、1999年12月31日から翌2000年1月1日にかけて開催したバンド初のカウントダウンライヴ「RESET>>LIVE *000」において、"1000年代という千年の最後を締め括るライヴの一曲目"として初披露されている。
ホラー映画の主題歌に起用されたということもあり、暗く儚い印象を抱かせるメロディアスなバラードに仕上げられている。歌詞は映画『リング0 バースデイ』への楽曲提供の依頼を受けて書き下ろされているが、楽曲の原型はシングル発売の約2年ほど前からストックされていたものだという[54]。この曲の原型を、主題歌の候補曲として映画製作陣に提示した理由について、作曲者であるtetsuyaは「次は貞ちゃん（映画に登場するキャラクター、貞子）のラヴ・ストーリーになるので合うかなと思って[75]」と語っている。
ちなみに、この曲は1998年に発表したアルバム『HEART』を制作していた頃に一度録音がされていたが[66]、tetsuya曰く「前のアレンジが、納得いかないまま途中で終わってた[76]」といい、映画主題歌に提供するにあたり楽曲構成、アレンジが変更されている[76]。また、本格的なレコーディングを始める前に、tetsuyaが一人でキーボードなどの音をダビングして、アレンジの方向性を決めたという[64]。
なお、この曲のアレンジはブリストル独特のダークなサウンドを意識したものとなっており[67]、tetsuyaはサウンド面に関して「ポーティスヘッドみたいにしたいな[67]」と思っていたという。そういった思いもあってか、この曲のアレンジではレコード針のノイズ音を取り込み、エフェクトを多用したボーカルと、加工した様々な音が採用されている。ちなみに、弦編曲作業には、吉俣良とバンドの共同プロデューサーである岡野ハジメに加え、kenとtetsuyaが参加している。なお、演奏時間は6分28秒と、L'Arc〜en〜Cielのシングル表題曲では最も演奏時間の長い曲となっている。
歌詞は全て日本語で手掛けられており、上記映画に寄せた日本的な情緒が溢れるものになっている[75]。作詞を担当したhydeは、作詞作業を振り返り「映画と、まったく違うアプローチをしても夢からさめた感じがするし、かと言ってまったく同じだと逆に映画との相乗効果がない気がしたんです。で、自分の感性で、映画の中で流れるなら、こういう感じがいいかなと思ったんです[75]」と述べている。また、hydeは映画の台本を読んだうえで歌詞を手掛けており[77]、映画に登場する山村貞子や貞子の恋人など、様々なキャラクターに自分を重ね、作詞作業に取り組んだという[77]。出来上がった歌詞について、hydeは「自分の愛する人が貞子だったらどうなんだろうって。自分はどういう思いを持つんだろうっていうのが、いちばんしっくりきて、その立場で書いた[77]」「一つひとつの場面を自分に置き換えて考えたんで、すべての部分に（リングの）映像が伴う感じ[47]」と語っている。さらに、歌詞のイメージについてhydeは「絶望があるんだけど、その手前で終わった歌詞になってますね。結末は、絶望的なものが想像されるけど、明るいことを思いながらそこに向かっていってるって感じかな。例えばね…（絶望の）一歩手前で、楽しかった日々のことを思い出してるって感じですね[78]」と語っている。
ちなみにこの曲は、2000年に本作を引っ提げて開催したドームツアー「TOUR 2000 REAL」の後の公演において、長らくライヴでフル尺の演奏がされていなかったが、2022年に開催したバンド結成30周年を記念したライヴ「30th L'Anniversary LIVE」で約22年ぶりにフルサイズでライヴ演奏されている。
余談だが、映画『リング0 バースデイ』のサウンドトラックには、映画の挿入曲に使用され、シングルの3曲目に収録されることになった「hole」に加え、この曲のオーケストラアレンジバージョンとなる「finale (Orchestra Arrange Version)」が収められている。なお、L'Arc〜en〜Cielのメンバーはオーケストラバージョンの制作に関与していない。
7. 「STAY AWAY」
2000年7月に20thシングルの表題曲として発表された楽曲。
歪んだベースサウンドが印象的な、解放感のあるソリッドなポップ・ロック。作曲を担当したtetsuya曰く、本作のレコーディング前に設けられた作曲期間中、気分転換のためドライブへ出かけたときにこの曲の原型が生まれたという[79]。この曲の制作エピソードについて、tetsuyaは「ワン・ドライブに何フレーズも出てくるんですよ。（ICレコーダーのメモリーが）一杯になるくらいメロディが出て、曲によってはAメロから最後までできちゃう時もあれば、Aメロだけとかサビだけとかができて、ちょっとずつ作り足していく時もあるんですけど、「STAY AWAY」は最初から最後まで一気にできて[79]」と述懐している。
原型を車の中で作った後、tetsuyaは自宅で楽曲をかたちにする作業に取り掛かったという[79]。tetsuyaは制作を振り返り、「なんかお気楽な感じでできて、あんまり難しく考えないでいいような曲調だったんで、とりあえずチュッチュクチューッ…と作っちゃった感じで（笑）[79]」「シングル向きというよりは、ボツになるだろうなと思ってた[47]」と語っている。ちなみにtetsuyaは、この曲の仮タイトルとして、フー・ファイターズにちなんだ「プー・ファイターズ」というタイトルを付けていたという[80]。
この曲は、これまでにtetsuyaが手掛けたL'Arc〜en〜Cielの楽曲と比べ、珍しくコード進行がシンプルな楽曲となっている[79]。この曲の構成について、tetsuyaは「俺、どうしてもコード進行を複雑にしたがりなんですよ[79]」「だけどこの「STAY AWAY」は、サビなんて3つのコードの繰り返しで、すっごいシンプル[79]」と語っている。hydeもデモ音源を聴いた際に「tetsuの曲って、サビでなんかコードが出てくるっていうイメージがあったんだけど、そういうパターンではないな[81]」と感じたという。
シンプルな楽曲構成であるのに対し、プレイ・アレンジ面に工夫がみられる楽曲となっており[79]、間奏ではギターソロに加え、韓国製のエフェクター「PSK Core Drive CDV-5」を使った歪んだベースソロが展開されている[61]。ただ、tetsuyaは当初、ベースソロのパートを入れる想定をしていなかったという。tetsuyaは、この曲のベースソロについて「あそこまで弾くつもりはあんまなくて、なんか軽く転調前に盛り上げるフレーズを弾こうとは思ってたんですけど、思ってた以上にカッコいい"ソロ"と呼べるぐらいのものができた[79]」と述懐している。また、tetsuyaはこの曲のベースプレイについて「ルートを押さえつつ、ドライブ感のあるベース[49]」をイメージしていたと述べている。
さらに、この曲のギターソロパートの頭の部分では、ハンマリングとプリングをしながら、アームをダウンさせリターンするアプローチを入れている[43]。これは、tetsuyaの「アームを使ったものが欲しいな[44]」というリクエストを受け、kenが弾いたものとなっている。kenは自身のギタープレイを振り返り「途中から人格が変わるソロになった…、アームの人からピッキングの人に（笑）。"その対比が面白いよね"って[44]」と語っている。また、yukihiro曰く、この曲のドラム録りには2日ほどの時間がかかり、100回近くドラムを叩いたという[82]。なお、yukihiro曰く、この曲を含め、アルバムのレコーディングを通じたテーマがあったという。yukihiroは、本作発売当時に受けたインタビューの中で「自分の中で次の段階に行きたいなというのもあって。具体的な例をあげると、手癖でやることをやめようとか。それだけじゃないけど、簡単に言えるとしたらそれかな[82]」と語っている。
作詞を担当したhydeは、歌詞について「アメリカって自由な国っていうのがあるけど、なんだかんだ法律いっぱい作って、裁判とかしまくってるでしょ？ 細かいことまで。だからなんにも出来ない状態。アメリカ大陸を人と考えて歌ってるようなものですね[83]」と語っている。なお、この歌詞は、tetsuyaの曲に対するイメージが基になっているという。この曲のイメージについて、tetsuyaは「"型にはまるなって言ってるヤツのほうが、型にはまってる場合もあるだろう"っていう。そういうようなことを（hydeに）伝えた覚えが。曲自体、結構お気楽にできた曲だし、だから歌詞もそういう歌詞のほうがいいかなとか思って。あまりごちゃごちゃ考えずに、自由な感じがいいんじゃないかなぁって。自分は型にはまってない、自由だって思ってるやつでも、案外型にはまってて、言ってることとやってることが違う人って、結構いるでしょう？そういう話をしてたんじゃないかな、確か[84]」と述べている。
また、hydeはこの歌詞を手掛けていたときの心境について「曖昧になってきたんですよ。はたして、これは世に訴えたいことなのか、それとも自分の中で解釈できていればいいことなのか。だから、メッセージとも違ってて。最近は自分が思ってることをただ書いてるだけっていう感じですね。それが自分でかっこいいと思えればよくて、人に対してこういう生き方をしろよとか、そんなことは何も思ってないんですよ。ただ、僕はこう思ってる。それがかっこいいと思うか、思わないかはその人次第ですっていう感じ[85]」と述べている。
さらに、この曲の歌詞には、韻を踏んだような語呂合わせ的なフレーズがのせられている。韻を踏んだようなフレーズについて、hydeは「英語の語呂合わせみたいな、茶化した感じが全体の軽快さに合ってる[47]」と述べており、曲調に合わせてこういったフレーズを取り入れたことを示唆している。
また、タイトルを決めた経緯について、hydeは「前は確かに詞を書いてても、"どっかへ行こう、どっかへ行こう"っていうのが多かったです。だから、この詞を書き始めたときは、そこは避け気味でした。で、作っていく過程で、「STAY AWAY」というタイトルが出てきて、より明確になっていったんですよ。"自分はここにいて自分のやりたいようにやるから、もしそれが君と違うのであれば、そっちはそっちで勝手にやってくれ"というようなイメージが固まっていった[85]」と語っている。なお、シングル発売当時に受けたインタビューで、この曲のタイトルの意味について問われた際に、hydeは「"近寄るな"[81]」と答えている。
なお、この曲はライヴで大きな盛り上がりを見せる、L'Arc〜en〜Cielのスタンダードソングのひとつとなっている。そして演奏前のベースソロプレイでは、tetsuyaがバナナでベースを弾き、そのバナナを客席に投げ入れるといったパフォーマンスをすることが多く、これがライヴにおける一つのお約束となっている。
ちなみに、タイトルにシングル版とのバージョン違いを示す表記はされていないが、アルバムミックスで収録されている。シングルに収録されたバージョンは、tetsuya曰く「（シングル版は）ラフ・ミックスに近い[80]」という。
この曲のミュージック・ビデオは、最後のサビ部分において、メンバーがバックのエキストラと息を合わせたダンスを披露するユニークな映像となっている。この映像は音楽専門チャンネル『スペースシャワーTV』主催の音楽賞「SPACE SHOWER Music Video Awards 00」において、「BEST VIDEO OF THE YEAR」と「BEST GROUP VIDEO」の2部門を受賞している。
なお、この曲を表題曲としたシングルには、TT manによるリミックスバージョン「STAY AWAY -Jaze Poo Mix-」と、富樫春生のアレンジによるピアノ・インストゥルメンタル「STAY AWAY -Truly Barbie Forest Ver.-」が収録されている。リミックスはジャズ・テイストに仕上げられており[41]、ピアノインストはtetsuyaのリクエストもあり、メロディを崩したうえでアバンギャルドな雰囲気が感じられるアレンジが施されている[41]。
8. 「ROUTE 666」
疾走感のあるハードなロック・ナンバーで、作詞・作曲を手掛けたhydeはこの曲を「古典的なロックンロール[6]」と表現している。この曲にはギターソロに加え、ベースソロパートが存在しており、kenとtetsuyaの弦楽器隊のプレイが光る楽曲となっている。この曲のギターアプローチについて、kenは「ソロ・プレイの時に感じていた感覚を、バッキングの時にも出す感じ[43]」と述べている。このkenのイメージからも判るように、ライヴ感の強い肉感的なギタープレイが感じられる仕上がりになっている[43]。また、kenはサウンド面に関して「マーク・ボラン（T・レックス）やったっけ？何かのCMで流れているのを耳にした程度だけど、時代としてはそういうイメージ[44]」と語っている。
作詞を担当したhydeは、歌詞のテーマについて「実は案外身近かな。身近っていっても、全部比喩してるから見ためは身近じゃないけど。（歌詞の）テーマは、自分の人生っていうか、自分の現在いる道ってものを、現実の道に置き換えて書いてみた。その道のある部分を、強調して書いたって感じかな[22]」と語っている。
ちなみにタイトルは、「ROUTE66（国道66号線）」と、聖典『ヨハネの黙示録』に記された獣の数字を表す「666」を組み合わせた造語となっている。歌詞とタイトルのイメージについて、hydeは「"ROUTE66（国道66号線）"から南にずっと抜けていく道がアメリカのど真ん中にあるんですけど、そこはずっと砂漠というか荒野状態で。そういうイメージを思い浮かべて書きましたね。まあ、ある意味、地獄（笑）。で、地獄だから"666"[47]」と述べている。なお、この曲のタイトルは、「ルート・シックス・シックスティーシックス」と読むのが正式となっている。
また、この曲は、2000年7月19日に発売されたPlayStation用レーシングゲーム『激突トマラルク』において、レース中のBGMとして、ゲーム用のアレンジを施したうえで使用されている。このゲームソフトは、L'Arc〜en〜Cielとゲーム『激走トマランナー』のコラボレーションソフトとなっており、「ROUTE 666」以外に、「Driver's High」「trick」「STAY AWAY」のゲームアレンジ版がレース中のBGMで使われている。
ちなみにこの曲は、2000年に本作を引っ提げて開催したドームツアー「TOUR 2000 REAL」の後の公演において、長らくライヴで披露されていなかったが、2015年に開催したライヴ「L'Arc〜en〜Ciel LIVE 2015 L'ArCASINO」で約15年ぶりにライヴ演奏されている。なお、この曲をライヴで披露する際は、音源よりもテンポアップして演奏することが多い。
余談だが、Fukase（SEKAI NO OWARI）は「L'Arc〜en〜Cielの好きな楽曲」として、この曲をあげていたことがある[86]。
さらに、2010年にはパートチェンジバンド、P'UNK〜EN〜CIELとして、yukihiroのディレクションのもとリアレンジしたうえで、この曲をセルフカバーしている。このセルフカバーは、36thシングル「BLESS」に「ROUTE 666 -2010-」として収録されている。このセルフカバーでは、yukihiroの意向により、モトリー・クルーの「ライヴ・ワイヤー」を意識したアレンジが施されている[87]。
9. 「TIME SLIP」
シンプルな楽曲構成でありながら[43]、歪みのあるトーンやモジュレーション系トーン、コンプレッサーを効かせたトーンなど様々なギターサウンドが盛り込まれた[43]、穏やかなテンポの楽曲となっている。作曲を担当したken曰く、自宅でギターを弾きながら鼻歌交じりにこの曲のデモを制作したという[48]。この曲の制作を振り返り、kenは「酒飲んでリフ作ってメロが出て、頭から最後までスッと出てきた[47]」「怒りとか喜びとか、突出した感情がなくても曲はできるんだなあと実感できた[47]」と述べている。ちなみにこの曲の編曲作業には、1997年に発表した「虹」以来、久々にCHOKKAKUが参加しており、共同プロデュースも同氏が担当している。
この曲を含め、アルバムの後半に収録された楽曲は、インプロヴァイズ系のギターソロが入ったものが多くなっている[44]。こういったギターソロプレイになった経緯について、kenは「スタジオに入ったら、まず好きな音を作るという大前提があって。それができればもう単純なもので、勝手にリフも出てくる。気分が良くなるから感覚が研ぎ澄まされる。逆に、そこで疑問があるとダメ。そういう疑問を持たないくらいに音を詰める。そうすればあとは簡単な話[44]」と語っている。
歌詞は、作詞を手掛けたhyde曰く「昔の友達と数年ぶりに会ったときに感じたこと」を題材にしたといい、＜もうどれくらい君と笑ってないかな 離ればなれは距離だけじゃない＞や、＜気づかないふりしてるけど遊び方を 忘れてしまったのさ＞など、ノスタルジックなフレーズが綴られている。なお、hydeはこの曲のイメージついて「身近な曲。ライフ・スタイルが見える曲、生活感のある曲という感じ[47]」と本作発売当時に語っている。
余談だが、この曲の仮タイトルは「加藤紀子」と付けられていた[74]。この仮タイトルは、kenがとあるスタッフに好きなタレントを聞いた際に、返ってきた人物の名前をそのまま付けたことに由来している[74]。kenは本作発売当時に受けたインタビューの中で、仮タイトルに纏わるエピソードについて「ディレクターとかが、"明日、加藤紀子のギター入れです"とか言ってたら、周りの人が、"えっ、どういう関係"っていう顔してて（笑）[74]」と述べている。
ちなみにこの曲は、2000年に本作を引っ提げて開催したドームツアー「TOUR 2000 REAL」の後の公演において、長らくライヴで披露されていなかったが、2008年に開催したライヴツアー「TOUR 2008 L'7 〜Trans ASIA via PARIS〜」で「THE NEPENTHES」とともに約8年ぶりにライヴ演奏されている。
10. 「a silent letter」
曲の終盤に向けてhydeのボーカルとエフェクトをかけたキーの高いコーラスが重なっていく、空間的な広がりを持ったバラードソング。作曲者のken曰く、夜空を見ながらこの曲の原型を作ったという[47]。kenは、この曲が生まれた経緯について「曲作りの時間が多めにあったから、ボーっと夜空を見る時間もあったんですよ。で、ちょっと酔っぱらって、星がにじんでて、いつもより倍きれいに見えたときに作った曲なんです。作りながら、そのまま朝を迎えた曲[20]」と語っている。また、この曲を作っていたときの心境ついて、kenは「絶望感を与えたりとかするんじゃなくて、日常は日常であるみたいな感じ。絶望はあるとしても、生きていくんだろうなっていう感覚はあったんじゃないかな[88]」と述べている。ちなみに、曲後半でボーカルの裏で流れるギターソロは、ken曰く「デイヴ・ギルモア気分で演ってみるかって感じで弾いた[43]」という。
なお、この曲の原型が生まれた夜に弾いていたギターは、kenが2000年1月28日にフジテレビ系番組『笑っていいとも!』内のコーナー、「テレフォンショッキング[注 5]」に出演した際、司会者のタモリにプレゼントされている[89]。ちなみにこの曲の原型ができた夜は、同番組に出演する前日だったいう[47]。こういった経緯から、kenはこの曲の仮タイトルを「タモソング」と名付けていたという。
作詞を担当したhydeは、上記番組でのkenとタモリのやり取りを観て[47]、「どんな曲だろうと思って楽しみにしてた[47]」という。歌詞はタイトルに表れているように、大切な人に宛てた手紙のようなリリックに仕上げられている。kenは本作発売当時のインタビューで、hydeが書いた歌詞を初めて見たときの心境について「俺の見た風景と一緒[10]」「自分が作ってたときの情景を文章にしたらこんな感じかなって思いましたね[20][88]」と述べている。
2000年に本作を引っ提げて開催したドームツアー「TOUR 2000 REAL」では、この曲の演奏前に、ナレーターが英文の手紙を読みあげる演出が組み込まれており、会場のスクリーンにその英文が映し出されている。手紙は＜Dear my love, How are you？＞という歌詞の中のフレーズを含んだ書き出しから始まり、＜To say goodbye Is like being a small lost child again. Goodbye. Goodbye. Goodbye. Goodbye.＞で締められている。また、この曲を前述のドームツアーで披露する際、hydeはミラーボールを手に持って歌うパフォーマンスを行っている。そしてこのミラーボールにステージ裏から照明を当て、それにより発せられる反射光を舞台演出に利用する試みが行われている。
なお、この曲は、前述のドームツアーの後に行われた公演において、長きにわたり演奏されていなかったが、2024年2月から開催したライヴツアー「ARENA TOUR 2024 UNDERGROUND」で約24年ぶりにライヴ演奏されている。
余談だが、この曲は、2009年にkenがソロ名義で開催したライヴツアー「Ken TOUR 2009 "LIVE IN PHYSICAL"」において、セルフカバーされている。また、2017年にhydeがソロ名義で開催したアコースティックコンサート「HYDE Christmas Concert 2017 -黑ミサ TOKYO-」でもセルフカバーされている。なお、このhydeのソロコンサートにはkenがゲスト出演しており、この曲を披露する際にはkenがギターで参加している。
11. 「ALL YEAR AROUND FALLING IN LOVE」
当時のL'Arc〜en〜Cielの楽曲では珍しい、何気ない1日の情景を切り取ったようなストレートなラブソングに仕上げられている。作詞・作曲を担当したhydeは、この曲について「自分の中では、ここまで思いきったラブ・ソングは初めて。（アルバムの）この位置だからこうなったというのもありますね。歌ったのもいちばん最後。最後に救いの手を差しのべるような歌詞がいいと思って[47]」と語っている。
この曲には、透明感のある空間的なギターソロ・パートの後に、シンセで鳴らしたストリングス・パートが挿入されている。kenはこのストリングス・パートがお気に入りのようで、本作発売当時のインタビューで「ソロの後に俺の凄く好きなストリングス・コーナーがあるんだよね。エフェクターがガンガンに掛かっているからストリングスだって分かりにくいけど、気に入ってる[43]」と述べている。また、tetsuyaはこの曲のベース録りで、4弦ベースと6弦ベースを弾いている。なお、この曲で使った6弦ベースは、ライヴで「NEO UNIVERSE」を披露する際によく用いている、自身のシグネイチャーモデルベース「ESP Bandit Six」となっている[40]。
歌詞は、hydeが普段の生活で印象的だった出来事を題材にして綴っている。hydeは、歌詞の着想を得たエピソードについて「今年（2000年）一番印象的だったのが、その辺に散歩に行った時の1日が僕の中では印象的で。（中略）海外とかいろいろ行ってるけど、自分の中ではあの1日が一番で。その時のことを書きたいなって思ったの。散歩の歌にしよ〜って[7]」と本作発売当時に語っている。
また、この曲の歌詞を手掛けるうえで、hyde曰く「開拓心みたいなのがあった[7]」という。この開拓心について、hydeは「元々『HEART』以降から身近ではない表現が多くなってて。その時はそれで問題はなかったんだけど。時間が経ってみるとアルバムの全体的な感触として、人から遠くなってたんです。それは、テレビで戦争やってても何も思わないっていうのに近い感触ですよね[6]」「聴く人のどこかに引っかかる。そういう部分が少しでもあることによって、曲に入りやすくなるというか。そういうフックの部分がないと、テレビで見る戦争で終わっちゃう。もしそこに身近な何かがあったら、もっと戦争に引き込まれる。そういう部分を今回は目指したかった[6]」「まぁそれは一般の人に媚びを売るってわけじゃなくて。僕自身がそうしたくなったんだけど[6]」と語っている。このように、当時のhydeとしては珍しく、ありふれた日常を題材とし、身近な表現でこの曲の歌詞を綴っている。
さらにhydeは、本作発売当時に受けたインタビューの中で「取材でも"あなたって暗い詞しか書けないの？"とかよく言われるんで、ここでちょっと救いを出してやろうと（笑）[47]」と冗談交じりに述べている。なお、この曲は前述のように、レコーディングの最後に歌入れが行われているが、歌詞も本作収録曲の中で最後に書かれているという[7]。
ちなみにこの曲は、2000年に本作を引っ提げて開催したドームツアー「TOUR 2000 REAL」の後の公演において、長らくライヴで披露されていなかったが、2020年に開催したライヴツアー「ARENA TOUR MMXX」で約20年ぶりにライヴ演奏されている。

## クレジット
フィジカルアルバムに付属するブックレットより転載。日本語表記が確認出来ない部分に関しては原文ママとする。
- hyde：Vocal
- ken：Guitar
- tetsu：Bass
- yukihiro：Drum

| get out from the shell -asian version- - L'Arc〜en〜Ciel：Produced, Arranged - yukihiro：Keyboard & Programming - 斎藤仁：Manipulate - tetsu：Six Strings Bass - 加納洋一郎：Recorded - 高村政貴：Recorded - 杉山勇司：Mixed THE NEPENTHES - L'Arc〜en〜Ciel & 岡野ハジメ：Produced, Arranged - hyde：Gretsch guitar - k：Female Voice - 成瀬達仁：Recorded - 高村政貴：Recorded - 新銅"V"康晃：Mixed NEO UNIVERSE - L'Arc〜en〜Ciel & 岡野ハジメ：Produced, Arranged - ken：Keyboard - 岡野ハジメ：Keyboard - 斎藤仁：Manipulate - tetsu：Six Strings Bass Solo, Backing Vocal - Chieko：Backing Vocal - 高村政貴：Recorded - ゲイリー・スタウト：Mixed bravery - L'Arc〜en〜Ciel & 亀田誠治：Produced, Arranged - 中山信彦：Synthesizer Operator - tetsu：Backing Vocal - 井上うに：Recorded, Mixed - 成瀬達仁：Recorded - 高村政貴：Recorded LOVE FLIES - L'Arc〜en〜Ciel & 岡野ハジメ：Produced, Arranged - ken：Keyboard - 岡野ハジメ：Keyboard - tetsu：Backing Vocal - 成瀬達仁：Recorded - ゲイリー・スタウト：Mixed finale - L'Arc〜en〜Ciel & 岡野ハジメ：Produced, Arranged - ken：Strings Arrangement, Keyboard - tetsu：Strings Arrangement, Keyboard - 岡野ハジメ：Strings Arrangement, Keyboard - 吉俣良：Strings Arrangement - 弦一徹ストリングス：Strings - 斎藤仁：Keyboard & Manipulate - 成瀬達仁：Recorded - ゲイリー・スタウト：Mixed STAY AWAY - L'Arc〜en〜Ciel & 岡野ハジメ：Produced, Arranged - tetsu：Keyboard, Backing Vocal - 岡野ハジメ：Keyboard - 斎藤仁：Keyboard & Manipulate - 成瀬達仁：Recorded, Mixed ROUTE 666 - L'Arc〜en〜Ciel & 岡野ハジメ：Produced, Arranged - 中西康晴：Hammond Organ - 成瀬達仁：Recorded - 高村政貴：Recorded - 新銅"V"康晃：Mixed | TIME SLIP - L'Arc〜en〜Ciel & CHOKKAKU：Produced, Arranged - CHOKKAKU：Keyboard & Programming - 成瀬達仁：Recorded, Mixed a silent letter - L'Arc〜en〜Ciel & 岡野ハジメ：Produced, Arranged - ken：Keyboard - 斎藤仁：Manipulate - k：Female Voice - 成瀬達仁：Recorded, Mixed - 高村政貴：Recorded ALL YEAR AROUND FALLING IN LOVE - L'Arc〜en〜Ciel & 岡野ハジメ：Produced, Arranged - hyde：Keyboard - ken：Keyboard - 岡野ハジメ：Keyboard - tetsu：Six Strings Bass - 斎藤仁：Keyboard & Manipulate - 成瀬達仁：Recorded - 高村政貴：Recorded - ゲイリー・スタウト：Mixed [Produce & Mastering] - L'Arc〜en〜Ciel：Produced - 岡野ハジメ：Produced（#2,#3,#5～#8,#10,#11） - 亀田誠治：Produced（#4） - CHOKKAKU：Produced（#9） - トム・コイン（Sterling Sound N.Y.）：Mastered - 中山千恵子（Ki/oon Records）：Directed - Fumito Yokono：Drum Technician - Kazutaka Minemori：Guitar and Bass Technician - Tsuji Men：Guitar's Crew - Katsumi Nakamura：Roadies - Taku Suema（nichieiunyu）：Roadies - Mamiko Katakura：Assistant Engineers - Chie Miyasaka：Assistant Engineers - Hiroaki Sato：Assistant Engineers - Hitomi Suzuki：Assistant Engineers - Shinpei Yamada：Assistant Engineers - Yukiyasu Wada：Assistant Engineers [Artwork etc] - NAMAIKI（and Jean-Luc）：Art Direciton & Design - モート・シナベル：Photographer - Miwa Suzuki：Product Co-ordinate - 中山道彦（Ki/oon Records）：A&R - So Fukuda（Ki/oon Records）：L' Project - Masahito Ishikawa（Ki/oon Records）：L' Project - Hirokuni Sakai（Ki/oon Records）：L' Project - Tadahiko Shida（Ki/oon Records）：L' Project - Amiko Tanaka（Ki/oon Records）：L' Project - Ryuichi Kato（MAVERICK D.C.,INC.）：Management - Takayuki Seki（MAVERICK D.C.,INC.）：Management - Nobuyuki Akani（MAVERICK D.C.,INC.）：Management - Kiyoshi Fukushima（MAVERICK D.C.,INC.）：Management - Tatsuo Adachi（Ki/oon Records）：Executive Producer - 大石征裕（MAVERICK D.C.,INC.）：Executive Producer |

## タイアップ
| 年     | 楽曲                                   | タイアップ                                                 | 出典   |
| ------ | -------------------------------------- | ---------------------------------------------------------- | ------ |
| 1999年 | LOVE FLIES                             | テレビ朝日系ドラマ『青い鳥症候群』主題歌                   | [ 90 ] |
| 1999年 | LOVE FLIES                             | キヤノン「Wonder BJ」CMソング                              | [ 90 ] |
| 2000年 | NEO UNIVERSE                           | 資生堂「ピエヌ」CMソング                                   | [ 91 ] |
| 2000年 | get out from the shell -asian version- | トヨタ自動車アジア地区CMソング（日本以外のアジア地域限定） | [ 91 ] |
| 2000年 | finale                                 | 東宝配給映画『リング0 バースデイ』主題歌                   | [ 91 ] |
| 2000年 | finale                                 | キヤノン「Wonder BJ」CMソング                              | [ 91 ] |
| 2000年 | STAY AWAY                              | 資生堂「ピエヌ」CMソング                                   | [ 91 ] |

## 収録ベストアルバム
- 『Clicked Singles Best 13』 (#3、#7)
- 『The Best of L'Arc〜en〜Ciel 1998-2000』 (#1、#3、#5、#6、#7)
- 『The Best of L'Arc〜en〜Ciel c/w』 (#1,全日本語詞バージョン)
- 『QUADRINITY 〜MEMBER'S BEST SELECTIONS〜』 (#1)
- 『TWENITY 2000-2010』 (#1,全日本語詞バージョン、#3、#6、#7)
- 『WORLD'S BEST SELECTION』 (#7)

## 受賞
- 『第15回日本ゴールドディスク大賞 “ROCK ALBUM OF THE YEAR”』